# وليام كونستلر
وليام موزس كونستلر (بالإنجليزية: William Moses Kunstler)‏ (من مواليد 7يوليو عام 1919 - 4 سبتمبر عام 1995)، محام أمريكي وناشط في مجال الحقوق المدنية، وهو معروف بدفاعه عن حركة متآمري شيكاغو السّبعة. اشتُهر كونستلر بنشاطه في نقابة المحاميين الوطنية إلى جانب نشاطه مع الاتحاد الأمريكي للحريات المدنية (إيه سي إل يو) بالإضافة إلى كونه مؤسس مشارك لمركز الحقوق الدستورية (سي سي آر) بوصفه «المكان الرائد لاجتماع المحاميين الراديكاليين في البلاد».
بعد دفاعه المستميت عن حركة متآمري شيكاغو السّبعة من عام 1969 حتى عام 1970، أطلقت عليه صحيفة نيويورك تايمز لقب «المحامي الأكثر جدلًا وربما الأفضل في البلاد». يشتهر كونستلر أيضًا بدفاعه عن أعضاء الحزب الشيوعي الثوري وحركة كاتونسفيل ناين وحزب الفهود السُّود ومنظمة الطقس تحت الأرض وحركة أعمال الشغب في سجن أتيكا وحركة الهنود الأمريكيين. ربح كونستلر قضية العزل العنصري في الولايات المتحدة فيما يتعلق بالمدارس العامة في مقاطعة كولومبيا إلى جانب العمل «بمفرده» حول مفهوم الاختصاص القضائي الإقصائي الجنائي الفيدرالي عام 1960. رفض كونستلر الدفاع عن الجماعات اليمينية، مثل منظمة مينيتمين، بعد تصريحه: «أنا أدافع فقط عن الذين أشاركهم أهدافهم. فأنا لست محامي للإيجار. وأنا أدافع عن من أحب فقط».
اعتُبر كونسلتر شخصية استقطابية؛ إذ يتمنى الكثير من اليمينيين رؤيته مذلولًا، في حين يعتبره اليساريين «رمزًا للمحاميين الراديكاليين». حتى أن  بعض المحامين الآخرين في مجال الحقوق المدنية يصفونه بأنه «صائد للدعاية ومحامي الهروب بعد الحادث» الذي «يرفع القضايا في الصفحة 1 ليربح صندوق الدفاع القانوني والتعليم (إن إيه إيه سي بي) في الصفحة 68. يقول الكاتب القانوني سيدني زيون ساخرًا أن كونسلتر كان «أحد المحامين القلائل في المدينة الذين يعرفون كيفية التحدث إلى الصحافة. ذلك أن قصصه دائمًا ما يتم التحقق من صحتها وهو لا يواجه مشكلة في التحدث مع أي أحد ويمتلك ثقة بالنفس عالية - على الرغم من أن الجميع يضطر لسؤاله: «بيل، هل هذا صحيح حقًا؟».

## عمله في مجال الحقوق المدنية

### الارتقاء إلى الصدارة (1957-1964)
أصدر كونستلر مقالاته الصحفية لأول مرة في عام 1957، عندما دافع عن ويليام ورثي، وهو مراسل لصحيفة بالتيمور أفرو-أميريكان، الذي يُعدّ واحدًا من اثنين وأربعين أمريكيًا ممن تم الحجز على جوازات سفرهم باعتبارهم أشخاصًا غير مرغوب بهم بعد انتهاكهم قوانين وزارة الخارجية في الصين (بعد حضورهم مؤتمر الشباب الشيوعي في موسكو). رفض كونستلر حلًا وسطيًا قدمته وزارة الخارجية الذي كان سيعيد جواز سفر ورثي في حال وافق الأخير على التوقف عن زيارة البلدان الشيوعية، وهو ما اعتبره ورثي شرطًا غير دستوري.
لعب كونستلر دورًا هامًا كمحامي في مجال الحقوق المدنية في ستينات القرن العشرين، إذ سافر إلى العديد من ساحات القتال المنفصلة للعمل على إطلاق سراح من تم سجنهم. وبالعمل نيابة عن (إيه سي إل يو)، دافع كونستلر عن ركاب الحرية في ميسيسيبي عام 1961. تقدم كونستلر أيضًا بطلب حق الأمر بالمثول أمام القضاء أمام المحكمة مع سيدني كار ميز، وهو قاض فيدرالي في بيلوكسي، واستأنف الحكم أمام الدائرة الخامسة؛ قّدم العديد من الدعاوى المماثلة في محاكم الولاية. رفض القاضي ليون هندريك في مقاطعة هايندز طلب كونستلر إلغاء أمر المثول أمام المحكمة (الذي يتطلب السفر لمئات الأميال) لجميع الركاب المدانين البالغ عددهم 187. أدين الركاب في محاكمة في جاكسون مع استئناف محاكمة هيئة المحلفين، إذ جادل كونستلر بأن هذه المقاطعة تمتلك أسلوبًا عنصريًا ضد المحلفين الأفارقة الأمريكيين بشكل واضح.
في عام 1962، شارك كونستلر في الجهود الرامية إلى إدماج الحدائق العامة والمكتبات في ألباني، جورجيا. وفي وقت لاحق من تلك السنة، نشر مقال تحت عنوان ذا كيس فور كوريج (على نموذج كتابات الرئيس كينيدي عن الشجاعة) سلَّط فيه الضوء على جهود المحامين الآخرين الذين خاطروا بحياتهم المهنية بالنسبة لموكلين مثيرين للجدل فضلًا عن أفعال مماثلة قام بها الموظفون العموميون في مؤسسات الدولة. أثناء نشر المقال، كان كونستلر مشهورًا بالفعل بعمله مع ركاب الحرية، وكتابه عن قضية كاريل تشيسمان وتغطيته الإذاعية للمحاكمات. انضم كونستلر أيضًا إلى مجموعة من المحامين الذين ينتقدون تطبيق قوانين التشهير المدني في ألاباما وتحدث عن هذا الموضوع بالتحديد في اجتماع ضد لجنة الأنشطة غير الأمريكية.
في عام 1963، رفع كونستلر دعاوى لأكثر من 100 متظاهر أمريكي من أصل أفريقي كان قد ألقي القبض عليهم على يد شرطة محكمة دانفيل ليتم نقلهم إلى محكمة شارلوتسفيل المحلية لصالح جمعية غاندي في نيويورك، بموجب قانون عصر إعادة الإعمار. على الرغم من أن قاضي المقاطعة قد أحال القضايا إلى محكمة المدينة، وأصدر القاضي الأمر ضد المتظاهرين. وقد رفض القاضي توماس جيه. ميكي مذكرة موجزة أصدرها صديق المحكمة من وزارة العدل تحثّ على إبطال الدعوى لاختبار القانون الأساسي. استأنف كونستلر الدائرة الرابعة إلى جانب أنه رفع دعوى قضائية ضد سلطات الإسكان العامة في مقاطعة ويستتشستر.
في عام 1964، دافع كونستلر عن مجموعة مؤلفة من أربعة متهمين باختطاف زوجين من البيض، ونجح في استبعاد الأسلحة المزعومة كدليل على الجريمة، إذ لم يكن من الممكن تحديدها على نحو صحيح تمامًا بأنها ذاتها المستخدمة في الحادثة. وفي هذا العام، طعن كونستلر أيضًا في قانون الناخبين غير المعلنين في ولاية ميسيسيبي، فضلًا عن العزل العنصري في الانتخابات الأولية؛ دافع أيضًا عن ثلاثة أعضاء من جماعة أخوة الدم، وهي عصابة من هارلم، بتهمة القتل المتعمد.
ذهب كونستلر إلى سانت أوغسطين، فلوريدا في عام 1964 خلال المظاهرات التي قادها الدكتور مارتن لوثر كينغ الابن وروبرت بي. هيلينغ، ما أدى إلى زيادة الضغط على الكونغرس لإقرار قانون الحقوق المدنية عام 1964. رفع كونستلر أول قضية فيدرالية بموجب الباب التاسع من قانون الحقوق المدنية لعام 1964، الذي سمح باستئناف رفع القضايا من محكمة المقاطعة؛ إذ كان المدعى عليهم متظاهرين في معرض نيويورك العالمي لعام 1964.

### مدير الاتحاد الأمريكي للحريات المدنية (إيه سي إل يو) (1964-1972)
تقلّد كونستلر منصب مدير الاتحاد الأمريكي للحريات المدنية (إيه سي إل يو) في الفترة من عام 1964 حتى عام 1972، عندما أصبح عضوًا في المجلس الوطني للاتحاد. في عام 1966، شارك أيضًا في تأسيس مركز الحقوق الدستورية. ثم عمل كونستلر مع نقابة المحامين الوطنية.
في عام 1965، طلب من مكتب محاماة كونستلر وكينوي الدفاع عن جاك روبي المتهم من قِبَل أخيه إيرل، لكن أسقطت الدعوى لأنهما «لم يرغبا بأن يخوضا معركة قتالية للدخول في هذه القضية». في النهاية، سُمِح لروبي بأن يستبدل فريق محاميه الأصلي بجلب كونستلر، الذي حصل على محاكمة جديدة. في عام 1966، دافع كونستلر أيضًا عن متهم كان قد قام بإحراق مركز للجالية اليهودية، ما أسفر عن مقتل اثني عشر شخصًا، لأنه لم يتم توكيل محام له قبل أن يوقع على أوراق اعترافه بالجريمة.
من بين موكلي كونستلر الآخرين: سلفادور أغرون وهوبير جيرولد براون وليني بروس وستوكلي كارمايكل وناشطي كاتونسفيل ناين وأنجيلا ديفيس ولاري ديفيس وجورج لي جونسون ومارتن لوثر كينغ الابن وغاري مكيفين وآدم كلايتون باول الأصغر وفيليبرتو أوجيدا ريوس وجوان تشيسيمارد ولمويل سميث ومورتون سوبيل وواين وليامز ومايكل إكس.

### متآمرو شيكاغو السّبع (1969-1972)
حصل كونستلر على جائزة وطنية لدفاعه عن ناشطي شيكاغو السبع (في الأصل ناشطو شيكاغو الثمانية)، في محاكمة استمرت حوالي خمسة أشهر بين عامي 1969-1970، بتهمة التآمر للتحريض على إثارة أعمال شغب في شيكاغو خلال المؤتمر الوطني الديمقراطي عام 1968. بعد استجواب الشهود، حصل كونستلر على شاهد عيان رئيسي من الشرطة تتناقض إفادته مع شهادته السابقة ويعترف بأنه لم يرى جيري روبين، بل أن اسمه قد أعلن عنه مكتب التحقيقات الفيدرالي بعد أسبوعين من الحادثة. اعترف شاهد عيان آخر، وهو مصوّر يُدعى لويس سالزبرغ، في إطار استجواب كونستلر أنه ما يزال يعمل مع مكتب التحقيقات الفيدرالي.
تميزت المحاكمة باشتباكات متكررة بين كونستلر والمدعي العام الأمريكي توماس فوران، إذ اغتنم الأول الفرصة ليتهم الحكومة «بعدم إدراكها لقوة المشاعر المناهضة للحرب». تنازع كونستلر أيضًا مع القاضي يوليوس هوفمان، في إحدى المناسبات (فيما يتعلق بعدد المحققين الفيدراليين): «تبدو قاعة المحكمة هذه وكأنها معسكر مسلح. وأنا أود أن أشير إلى أن المحكمة العليا قد قضت بأن وجود مثل هذا المعسكر أمر خاطئ لا يمكن السماح به على الإطلاق». خلال جدال ساخن، أبلغ كونستلر هوفمان بأن دخوله بمنشورات ماركيز هوز هو كان أطول بثلاث مرات من القاضي، عندما أجاب القاضي قائلًا: «آمل أن تحصل على نعي أفضل من هذا». تم الاستشهاد بكل من كونستلر ومحاميّ الدفاع المساعدين ليونارد وينجلاس ومايكل كينيدي وجيرالد بي ليفكورت ودينيس روبرتس ومايكل تيجار (لكن جميع الإدانات أُلغيت فيما بعد من قِبَل الدائرة السابعة). لو أن إدانة هوفمان قد سُمح بها، لكان كونستلر قد سُجن لمدة أربع سنوات كاملة.
تمت تغطية التقدم المُحرز في المحاكمة - التي كان لها جوانب عديدة مشابهة لحرب العصابات - على الأخبار المسائية ما جعل كونستلر المحامي الأكثر شهرة في البلد، وكأنه بطلًا قوميًا. برأت هيئة المحلفين جميع المتآمرين السبعة من تهمة التآمر، لكنها أدانت خمسة بتهمة انتهاك أحكام مكافحة الشغب لقانون الحقوق المدنية لعام 1968. ألغت الدائرة السابعة جميع الإدانات في 21 نوفمبر عام 1972 بسبب رفض هوفمان السماح لمحامي الدفاع باستجواب المحلفين المحتملين بشأن التحيزات العنصرية والثقافية؛ لكن وزارة العدل لم تعيد النظر في القضية.
بعد فترة وجيزة من المؤتمر الديمقراطي عام 1968، تلقى توم هايدن ووريني ديفيس وآبي هوفمان وجيري روبين وديف ديلينغر وروبرت غرينبلات أوامر استدعاء للمثول أمام لجنة الأنشطة غير الأمريكية في مجلس النواب. وقد عُيّن كونستلر والمحامي المساعد، مايكل كينيدي، من بين محاميي الدفاع الستة في المجموعة.
في اليوم الافتتاحي لجلسات استماع اللجنة، نظَّم الرجال المستدعون ومحاميهم، بمن فيهم كونستلر وكيندي، «وقفة احتجاجية» ضد التحقيقات. صرَّح كينيدي في جلسة الاستماع: «يتعرض الدستور للاغتصاب، ونحن كمحامين نتعرض للإهانة في معسكر مسلح».